# 江苏文艺广播
江苏文艺广播，是江苏省广播电视总台的一个以文艺为播出内容的频率，开播于1993年5月23日。频率播出的内容有戏曲、曲艺、民歌、资讯、音乐、文学、娱乐、益智等，全天24小时播音。

## 节目
- 畅听风云榜
- 城市记忆
- 故事俱乐部
- 相声小品集锦
- 你好，今天
- 文艺晨报
- 文艺微生活
- 风从东方来
- 越说越开心
- 乐行天下
- 文艺微生活
- 梨园漫步
- 小星星*大手牵小手
- 大城小爱
- 不老歌
- 老歌回忆录
- 文艺微生活
- 麦田守望者
- 月光枕边书
- 钢琴别恋

## 主持人
- 范舟
- 子君
- 小强
- 朱昊
- 小月
- 文菲
- 王鹏
- 梦石
- 孙达
- 刘璐